# Équipe des États-Unis de rugby à XIII
Ne doit pas être confondu avec l'équipe des American All Stars
L'équipe des États-Unis de rugby à XIII, surnommée les Hawks, est l'équipe qui représente les États-Unis dans les principales compétitions internationales du rugby à XIII sous l'égide de l'American National Rugby League.

## Les American All-Stars
En 1953, Mike Dimitro, un promoteur de catch, forme une équipe de rugby à XIII appelé les American Rugby League All Stars. Elle part en tournée en Australasie pour y jouer 26 matchs. Aucun des 22 joueurs américains avaient déjà joué au rugby à XIII avant cette tournée, ils se sont présentés dans une tenue de football américain dès le début du tournoi. Son bilan est mitigé, 6 victoires, 2 nuls et 18 défaites.
Leur deuxième match de la tournée, contre une sélection de Sydney, attire une foule de 65 453 spectateurs au Sydney Cricket Ground. Ensuite, le public s'étiole au fil des lourdes défaites des American All-Stars. Le meilleur des joueurs américains Al Kirkland décide de rester à Sydney et rejoint le club de Parramatta où il joua une saison en 1956 (18 matchs pour 4 essais). 
Mike Dimitro organise 2 matchs d'exhibition en Californie, entre l'Australie et la Nouvelle-Zélande. En 1954, l'équipe des États-Unis affrontent la France à Paris.

## La renaissance
Après l'échec de Dimitro d'implanter le rugby à XIII aux États-Unis, l'équipe nationale se reforme et affronte le Canada en 1987. Elle participe aussi au World Sevens (1992-1997), au Superleague World Nines (1996, 1997), à la Coupe du monde des pays émergents (2000) et à la Victory Cup (2003, 2004). En 2007, elle participe aux qualifications pour la Coupe du monde de rugby à XIII de 2008. Après avoir battu le Japon, ils perdent face au Samoa et ne se qualifient pas pour leur première coupe du monde. En 2009, pour le compte de l'Atlantic Cup, les États-Unis affrontent la Jamaïque à Jacksonville. Ils remportent cette partie 37 à 22 devant 3 500 spectateurs,.

## Participation à la Coupe du monde 2013
Pour se qualifier pour la Coupe du monde 2013, les États-Unis  disputent un tournoi régional contre la Jamaïque et l'Afrique du sud. Ils parviennent à s'imposer facilement 40-4 à l'occasion de leurs deux rencontres et se qualifient enfin à leur première Coupe du monde de leur histoire. La sélection est composée de nombreux joueurs né et évoluant hors des États-Unis tels que Joseph Paulo, Matt Petersen ou Joel Luani.
En match de préparation, ils surprennent la France en la battant 22-18. Cette victoire les lance idéalement dans la compétition puisqu'ils déjouent les pronostics et s'imposent tout d'abord contre les Îles Cook (32-20) puis contre le pays de Galles (24-16), se positionnant parfaitement pour se qualifier en quart de finale avant leur rencontre contre l'Écosse.

## Campagne de qualification pour la coupe du monde 2021: la qualification directe manquée, un barrage à disputer
Les États-Unis, avec un championnat régulier qui se dispute sur leur territoire, et compte tenu de leur passé de qualification constante pour la coupe du monde, ont le « bagage technique »  pour espérer prendre les deux premières places du tournoi qualificatif , organisé au mois de novembre 2018 en Floride.
Le format du tournoi, un programme double,  favorise les américains, qui jouent chez eux et  qui doivent logiquement venir à bout du nouveau venu le Chili lors de la première journée et donc s'assurer facilement les deux premières places. Ce scénario se confirme avec une large victoire face aux sud-américains sur le score de 62 à 00.  Les Tomahawks assurent donc le minimum mais échouent en finale face aux Jamaïcains sur le score serré de 16 à 10. Les américains doivent donc remporter le barrage intercontinental que disputeront également les modestes équipes d'Afrique du Sud et des Îles Cook.

## Les matchs du XIII des États-Unis

### Palmarès
| Coupe du monde                                       | Championnat des Amériques                                                         |
| ---------------------------------------------------- | --------------------------------------------------------------------------------- |
| - Coupe du monde (0) - Quart-de-finale en pour 2013. | - Championnat des Amériques (2) - Vainqueur en 2016 et 2017. - Finaliste en 2018. |

#### Parcours en Coupe du monde
| Année | Position    |         | Année       | Position |                 | Année | Position |
| 1954  | Non invitée | 1975    | Non invitée | 2008     | Non invitée     |       |          |
| 1957  | Non invitée | 1977    | Non invitée | 2013     | Quart-de-finale |       |          |
| 1960  | Non invitée | 1985-88 | Non invitée | 2017     | 1er tour        |       |          |
| 1968  | Non invitée | 1989-92 | Non invitée | 2021     | En cours        |       |          |
| 1970  | Non invitée | 1995    | Non invitée |          |                 |       |          |
| 1972  | Non invitée | 2000    | Non invitée |          |                 |       |          |

#### Parcours en Championnat des Amériques
| Année | Position  |      | Année     | Position |           | Année | Position |
| 2016  | Vainqueur | 2017 | Vainqueur | 2018     | Finaliste |       |          |